# Mandicho
Mandicho oder auch Mendicho ist der erschlossene althochdeutsche Name eines bajuwarischen Adeligen und stellt eine Verkleinerungsform des germanischen Namens Mando oder Manto dar.
Nach ihm sind in Oberbayern und Schwaben die Orte Merching (historisch Mantichinga, Mandichingen, Mantichingen), Schwabmünchen (historisch Maendechingen, Mantahinga, Mantechingen) und Manching (historisch Mandechingon, Mandihhin, Mantinchingen) benannt.
2003 wurde die Lechstaufstufe 23 bei Merching in Mandichosee umbenannt.